# متسانية أليف الأنديز
إسويط أليف الأنديز (الاسم العلمي:Isoetes andicola) هو نوع من النباتات يتبع جنس المتسانية من فصيلة المتسانيات.